# Дискокристати
Дискокристати (Discicristata) — клада еукаріот, що об'єднує відділи евгленових (Euglenozoa) та Percolozoa.. Клада створена на основі філогенетичного аналізу. Представники клади характеризуються наявністю дископодібних крист у внутрішній мембрані мітохондрій.
Discicristata об'єднують з Jakobida у надвідділ Discoba.